# 기술 표준
기술 표준(技術標準)은 기술적인 시스템에 대한 규범이나 요구사항이다. 이는 일반적으로 통일된 공학 및 기술 기준, 방식, 프로세스, 파편들을 확립해 놓은 공식 문서라고 할 수 있다. 반면, 일반적으로 널리 허용되고 있는 제품이나 표준을 데 팍토 표준이라고 한다.
제조업자가 하나의 표준을 따르는 제품에 초점을 맞출 때, 기술 표준은 규모의 경제를 더 강화시키고 가격을 떨어뜨린다. 규모의 경제가 없다면, 컴퓨팅 종류에 관계없이 가격은 지금보다 훨씬 더 비싸질 것이다. 1990년대 초 기업은 표준 컴퓨팅 및 커뮤니케이션 플랫폼으로 움직이기 시작하였다. 윈도 운영 체제와 마이크로소프트 오피스 데스크톱 생산성 응용 프로그램을 탑재한 윈텔PC는 표준데스크톱 및 모바일 클라이언트 컴퓨팅 플랫폼이 되었다. 기업 서버의 운영체제로 널리 사용된 유닉스는 고비용의 사설 메인프레임 기반구조를 대체할 수 있었다. 정보통신 분야에서 이더넷 표준은 PC가 소규모의 LAN과 서로 연결될 수 있게 했으며, TCP/IP 표준은 이런 LAN을 전사적 네트워크로 연결하여 결국 인터넷에까지 연결될 수 있도록 하였다.

## 표준의 종류
- 표준 규격
- 표준 시험 방식
- 표준 실행
- 표준 가이드
- 표준 정의
- 표준 단위

## 같이 보기
- 사실상 표준
- 국제 표준화 기구
- 시방서
- 표준화 기구
- 표준화